# Terphothrix nox
Terphothrix nox är en fjärilsart som beskrevs av Druce 1906. Terphothrix nox ingår i släktet Terphothrix och familjen tofsspinnare. Inga underarter finns listade i Catalogue of Life.